# Nacobbus dorsalis
Nacobbus dorsalis är en rundmaskart. Nacobbus dorsalis ingår i släktet Nacobbus och familjen Pratylenchidae. Inga underarter finns listade i Catalogue of Life.